# District de Changle
Pour les articles homonymes, voir Changle (homonymie).

Fujian

Le  district de Changle (chinois simplifié : 长乐区 ; chinois traditionnel : 長樂區 ; pinyin : Chánglè qū ; Dialecte de Fuzhou:Diòng-lŏ̤h) est un district de la ville-préfecture de Fuzhou, dans la province du Fujian en Chine. C'était autrefois une ville-district.

## Démographie
La population du district était de 674 836 habitants en 1999.

## Transports
L'Aéroport international de Fuzhou Changle, principal aéroport de Fuzhou est situé sur son territoire.